# Восточный (Екатериновский район)
Восточный — поселок в Екатериновском районе Саратовской области. Входит в состав сельского поселения Кипецкое муниципальное образование. 

## География
Находится на расстоянии менее 2 километров на восток от районного центра поселка Екатериновка.

## История
Официальная дата основания 1963 год.

## Население
Постоянное население составило 214 человек (русские 81%) в 2002 году, 212 в 2010.